# Мать — сыра земля
Мать — сыра́ земля́ (укр. Земля — свята мати; серб. Маjка земља) — персонифицированный образ земли в славянской мифологии. Земля считалась матерью всех живых существ и растений, средоточием плодородия. Противопоставлялась персонифицированному Небу (или богу-Громовержцу). Архаические представления о небе и земле как супружеской паре сохранились в польском фольклоре. По болгарским представлениям, месяц является сыном неба и земли. В русском фольклоре выражение «Мать — сыра земля» обозначает прежде всего землю, оплодотворённую небесной влагой и готовую родить.

## Образ Матери-Земли
Образ Матери-Земли восходит к глубокой древности — по меньшей мере к праиндоевропейской эпохе. Об этом свидетельствуют многочисленные параллели данному персонажу в мифологиях индоевропейских народов: Деметра (лингвистически прямой аналог др.-рус. Земь-матерь) в греческой, Анахита в иранской, Жемина (прямой лингвистический аналог рус. Земля) в литовской и др.
Из земли (глины, праха), согласно Библии, апокрифам и народным легендам, создано тело человека («создал Господь Бог человека из праха земного» Быт. 2:7): душа его после смерти попадает в верхний мир, а тело — в землю (ср. белорусское поверье, что душа окончательно расстаётся с телом, когда на гроб упадёт первая горсть земли).
Земля, по общеславянской традиции, является символом материнства и женского начала. Принимая в себя семена, Земля беременеет и даёт новый урожай; она всеобщая Мать и кормилица: живых питает, а мёртвых к себе принимает. В русских загадках Земля соотносится с образом «общей для всех матери». Известное в русских фольклорных текстах и фразеологии выражение «Мать — Сыра Земля» обозначает прежде всего землю, оплодотворённую небесной влагой. Соответственно, пересохшая, бесплодная Земля сравнивается в русских духовных стихах со вдовой. Перед началом сева крестьяне обращались к святым с просьбой «напоить Мать — Сыру Землю студёной росой, чтобы принесла она зерно, всколыхала его, возвратила его большим колосом» (орлов.).
В загадках и поговорках сохранились архаические представления о небе и земле как супружеской паре: «Высокий отец, низкая мать» (пол. Wysoki tatka, niziutka matka), «Не земля хлеб родит, а небо». По представлениям болгар, от брака Неба и Земли родился месяц. Известное в русских фольклорных текстах выражение «Мать — сыра земля» обозначает прежде всего землю, оплодотворённую небесной влагой и готовую родить.
В «Сказании о Мамаевом побоище» перед Куликовской битвой Матерь-Земля проливает слёзы о грядущей гибели своих сыновей — русских и татар.

## В народном христианстве
Для народно-христианской традиции характерны поверья о том, что Земля закрывается в дни «бабьего лета» и справляет свои «именины», а открывается на Благовещенье. «Именинницей» называли Землю также на Симона Зилота (повсеместно), в Духов день и на Успенье (Обжинки). «На Духов день Земля потому именинница, что в этот день она сотворена» (вят.). В такие дни по отношению к Земле соблюдались многочисленные запреты: нельзя было копать, пахать, бороновать, забивать колья, бить по Земле.
По мере распространения христианства в народном сознании возник параллелизм образа Матери Земли с образом Богородицы: «На море на Окияне, на острове Кургане стоит белая берёза, вниз ветвями, вверх кореньями; на той берёзе Мать Пресвятая Богородица шёлковые нитки мотает, кровавые раны зашивает… . Так в крестьянском быту России в XIX веке образ Земли, как Земли-кормилицы, Земли рождающей, плодоносящей, приравнивался, а иногда отождествлялся с образом Богородицы. Также Богородица считалась «Защитницей и Покровительницей Земли Русской». Земля связывается и с образом Параскевы Пятницы: «В пятницу, матушку Прасковью, грешно тревожить Землю, ибо во время крестной смерти Спасителя было землетрясение».
В русских и украинских заговорах Землю именуют Татьяной, а воду Ульяной, или наоборот.

## В фольклоре

### Пословицы и поговорки
- Матушка-кормилица, сыра-земля родимица!
- Не лги — земля слышит.
- Грех землю бить — она наша мать.
- Питай — как земля питает, учи — как земля учит, люби — как земля любит.
- Земля-матушка живых питает, а мёртвых к себе принимает.
- Пускай будет по-старому, как Мать поставила.

### Заговоры-обереги
- Мать-сыра-земля, ты мать всякому железу, а ты железо поди в свою матерь землю.
- Встану я рано утренней зарёй, умоюсь холодной водой, утрусь сырой землёй[7]
- «Здра́ствуй зимля́ Улья́на, вада́ Татья́на и ключ Ива́н, да́йти мене́ вады́ ат фся́кай бяды́»[14].